# Крымка (Николаевская область)
Кры́мка (укр. Кри́мка) — село в Первомайском районе Николаевской области Украины.
Основано в 1792 году. Население по переписи 2001 года составляло 1204 человек. Почтовый индекс — 55261. Телефонный код — 5161.

## Местный совет
55261, Николаевская обл., Первомайский р-н, с. Крымка, ул. Гречаного, 24

## Достопримечательности
В селе находится музей «Партизанская искра» — отдел областного краеведческого музея, посвящëнный деятельности молодëжной антифашистской подпольной партизанской организации «Партизанская искра», организованной в селе в годы Второй мировой войны. 
Одним из руководителей «Партизанской искры» был уроженец села Крымка Гречаный Парфентий Карпович.